# Guillermo Gómez Gil

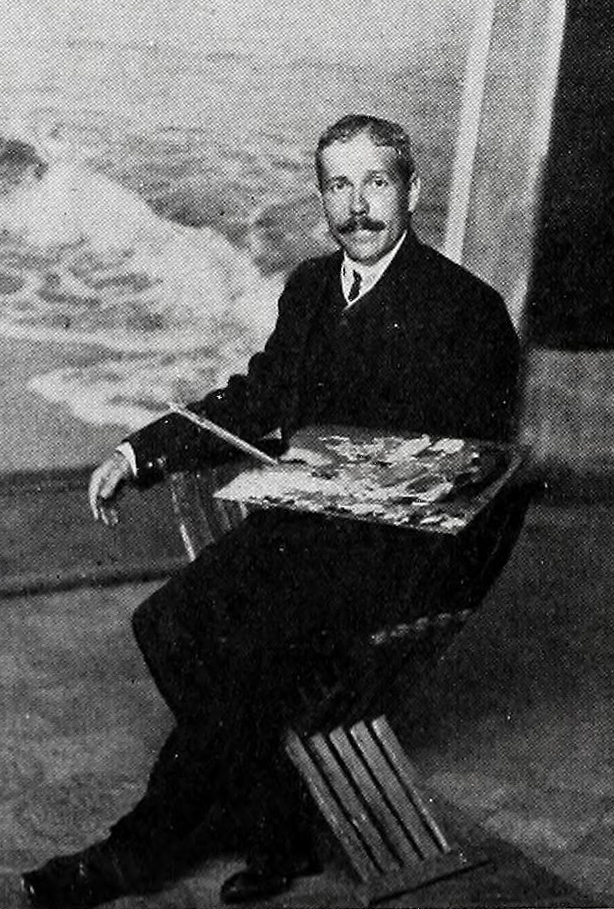
Guillermo Gómez Gil (1906)

Guillermo Gómez Gil (* 1862 in Málaga, Andalusien; † 6. Januar 1942 in Cádiz, Andalusien) war ein spanischer Maler, der durch seine Seestücke und seine Landschaftsmalereien bekannt wurde.

## Leben
Gómez Gil wurde in seiner Geburtsstadt bei Emilio Ocón y Rivas ausgebildet, der in Málaga eine Schule der Schönen Künste gründete und eine Anzahl von Schülern hatte. Gómez Gil spezialisierte sich auf Landschaftsmalerei und Seestücke und nahm im Laufe der Jahrzehnte sehr oft an den nationalen Kunstausstellungen teil, auf denen er in den Jahren von 1892 bis 1917 mehrfach ausgezeichnet wurde. Seine Meerestücke zeichnen sich besonders durch die Darstellung der Sonnen- bzw. Mondspiegelungen auf der Meeresoberfläche aus.
Gómez Gil war bis zu seiner Pensionierung im Jahre 1932 Professor an der Escuela de Artes y Oficios de Sevilla und lebte bis zu diesem Jahr in Sevilla.

## Werke in Sammlungen
- Z. B.: La Fuente de Reding (Málaga), 1880–1885, Öl auf Leinwand, Museo Carmen Thyssen-Bornemisza Málaga, und verschiedene Marinegemälde im gleichen Museum.

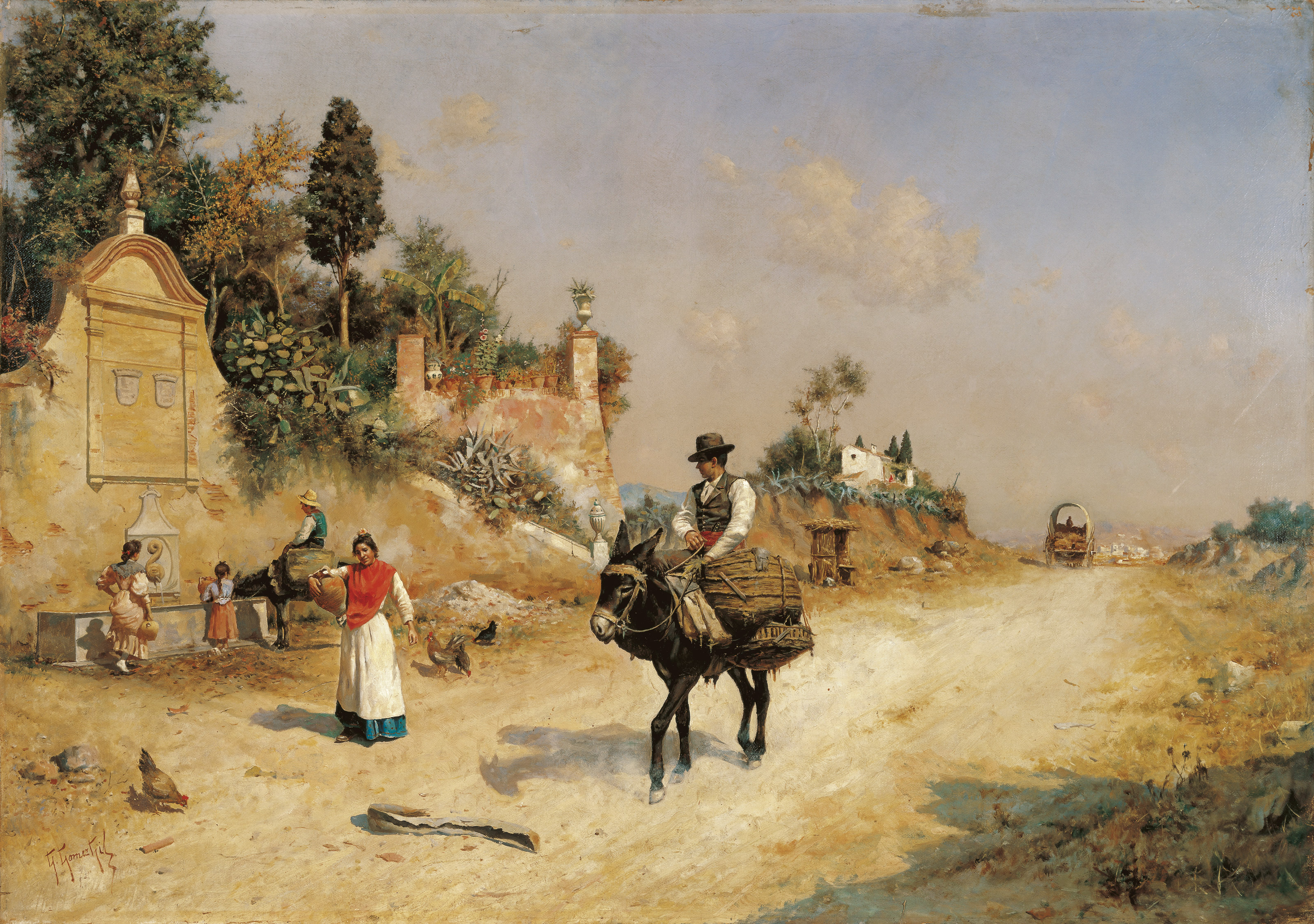
La Fuente de Reding (Die Quelle von Reding)
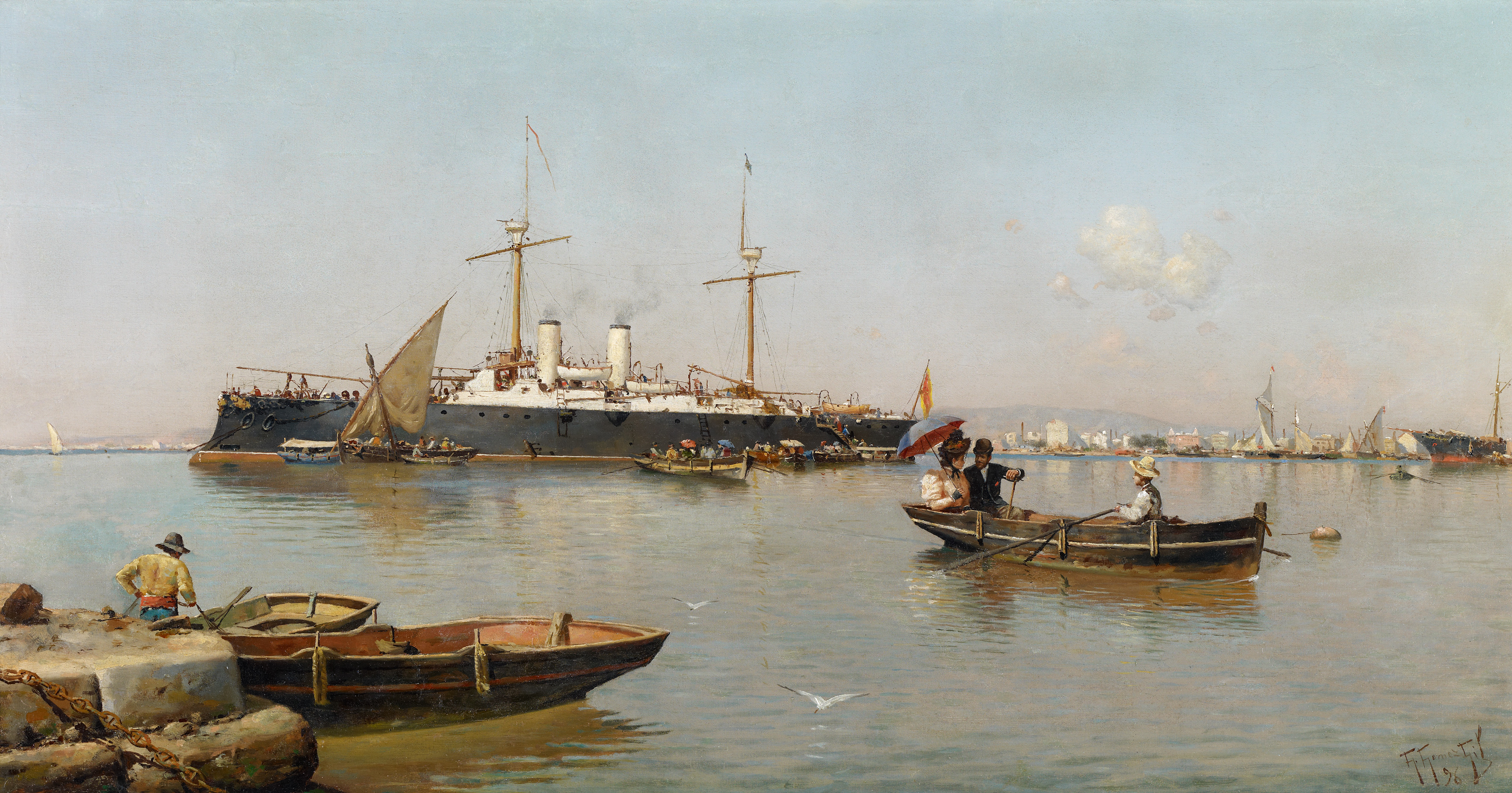
Der Hafen von Málaga (1896)

- Mondlicht über Bayonne, 1897, Öl auf Leinwand, 135×247.
- Zigeuner am Strand

## Museen
- Museo Carmen Thyssen in Málaga
- Museo del Patrimonio Municipal de Málaga, (Mupam), Málaga.
- Museo de Bellas Artes de Sevilla, Sevilla.